# Pont la Feuillée
Le pont la Feuillée ou pont de la Feuillée est un pont franchissant la Saône à Lyon, en France.

## Situation
Il relie le quai de Bondy en rive droite à l'ouest (5e arrondissement) et le point de jonction entre le quai de la Pêcherie et le quai Saint-Vincent en rive gauche à l'est (1er arrondissement).

## Origine du nom
D'après Maurice Vanario, le premier pont doit son nom aux "berceaux de verdure qui l'entouraient [qui] s'appelaient des feuillées". Les ponts successifs ont conservé ce même nom.

## Histoire
Le premier pont la Feuillée est ouvert au public le 28 septembre 1831. Large de 7 m, il est constitué d'une travée centrale de 67 m environ reposant sur deux piles situées à proximité immédiate des berges. Endommagé lors des crues en 1840, il est reconstruit et rouvert le 21 novembre 1841. En 1887, son état est jugé préoccupant, mais il faut attendre 1910 pour qu'il soit démoli. Deux ans plus tard, un nouvel ouvrage métallique avec des piles en pierres de Porcieu-Amblagnieu est construit.[réf. nécessaire] Il est totalement détruit par les Allemands en 1944. L'ingénieur Mogaray reconstruit en 1949 un pont plus large, constitué de doubles cantilevers encastrés dans les culées de rive recouvertes de pierres de taille.

## Les sculptures du pont à haubans
Les vases et les lions en fonte du pont à haubans furent conservés et épargnés de la destruction. L'ensemble a servi d'ornementation à l'usine des eaux de Saint-Clair. Mais finalement les lions ont été donnés ou déplacés, et il reste seulement deux lions en résine à l'usine.
- Un lion fut donné à la ville de Montréal, il se trouve dans le jardin botanique où il est connu comme le Lion de la Feuillée.
- Un lion fut donné à la ville de Caluire-et-Cuire, il se trouve place Christophe-Colomb
- Les deux autres lions furent déplacés à l'entrée du Stade de Gerland.
- Un lion en fibre de verre fut donné à la ville d'Ouagadougou.

## Galerie

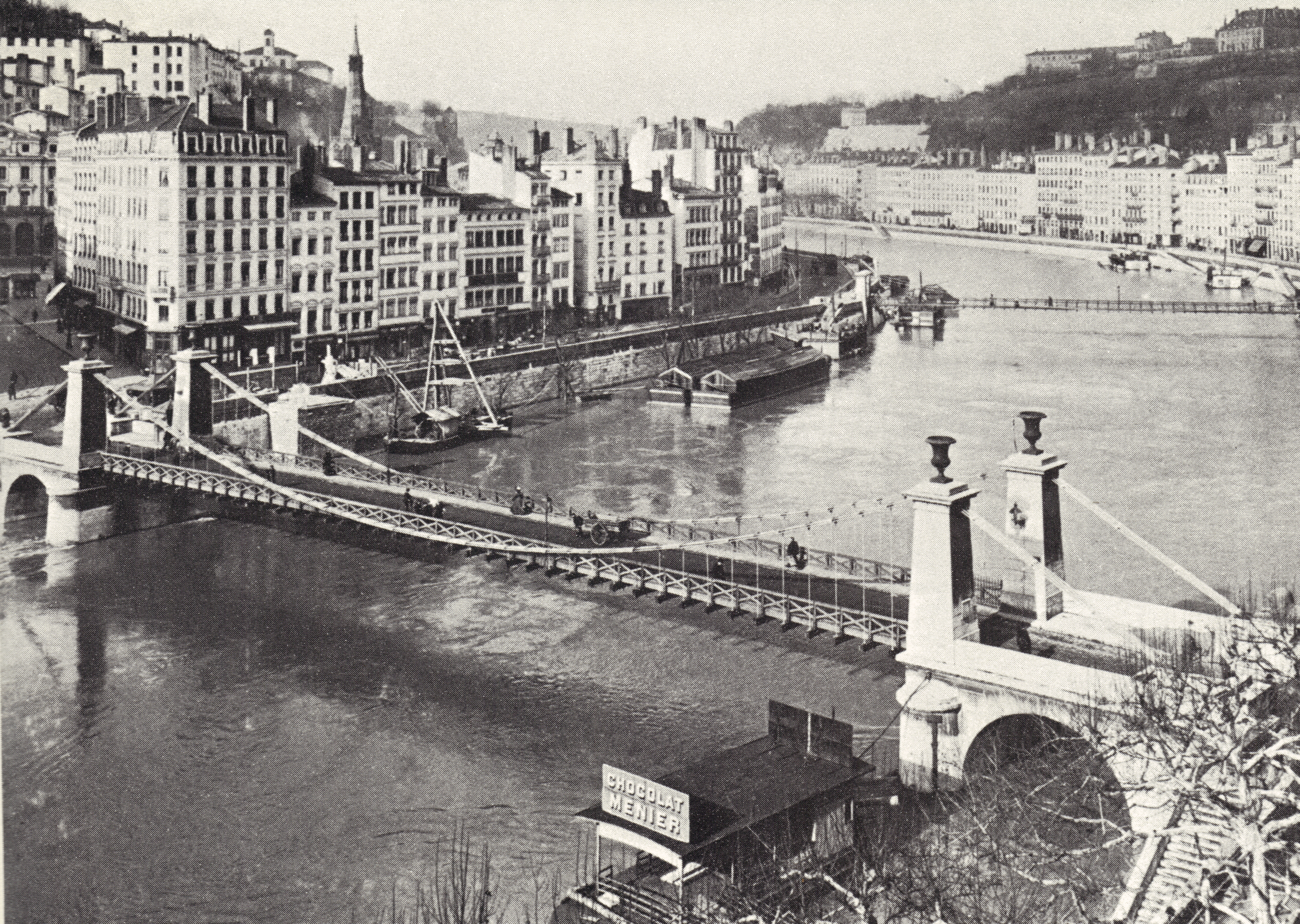
Le pont à haubans en 1900.
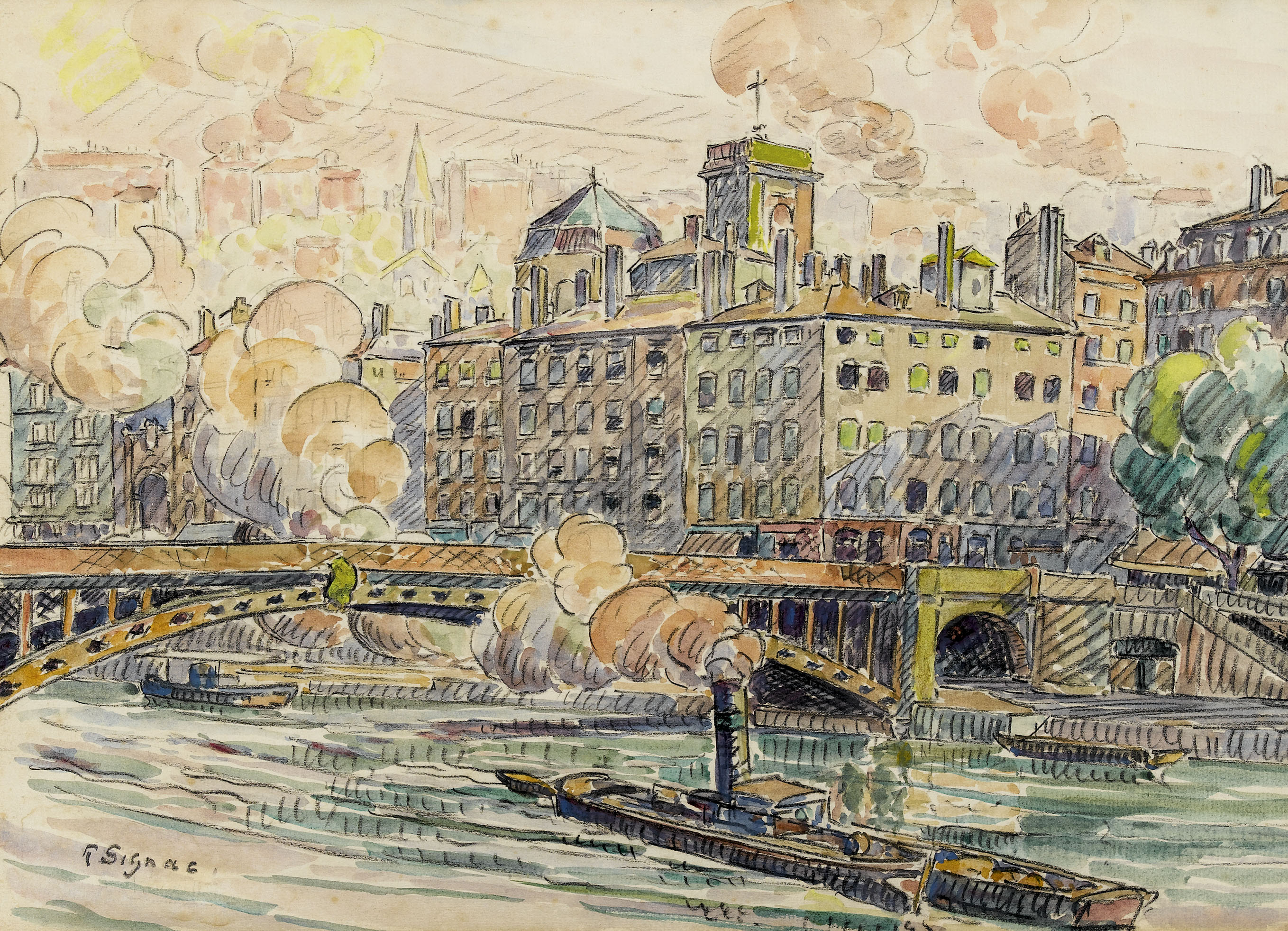
Le pont en acier dessiné par Paul Signac.
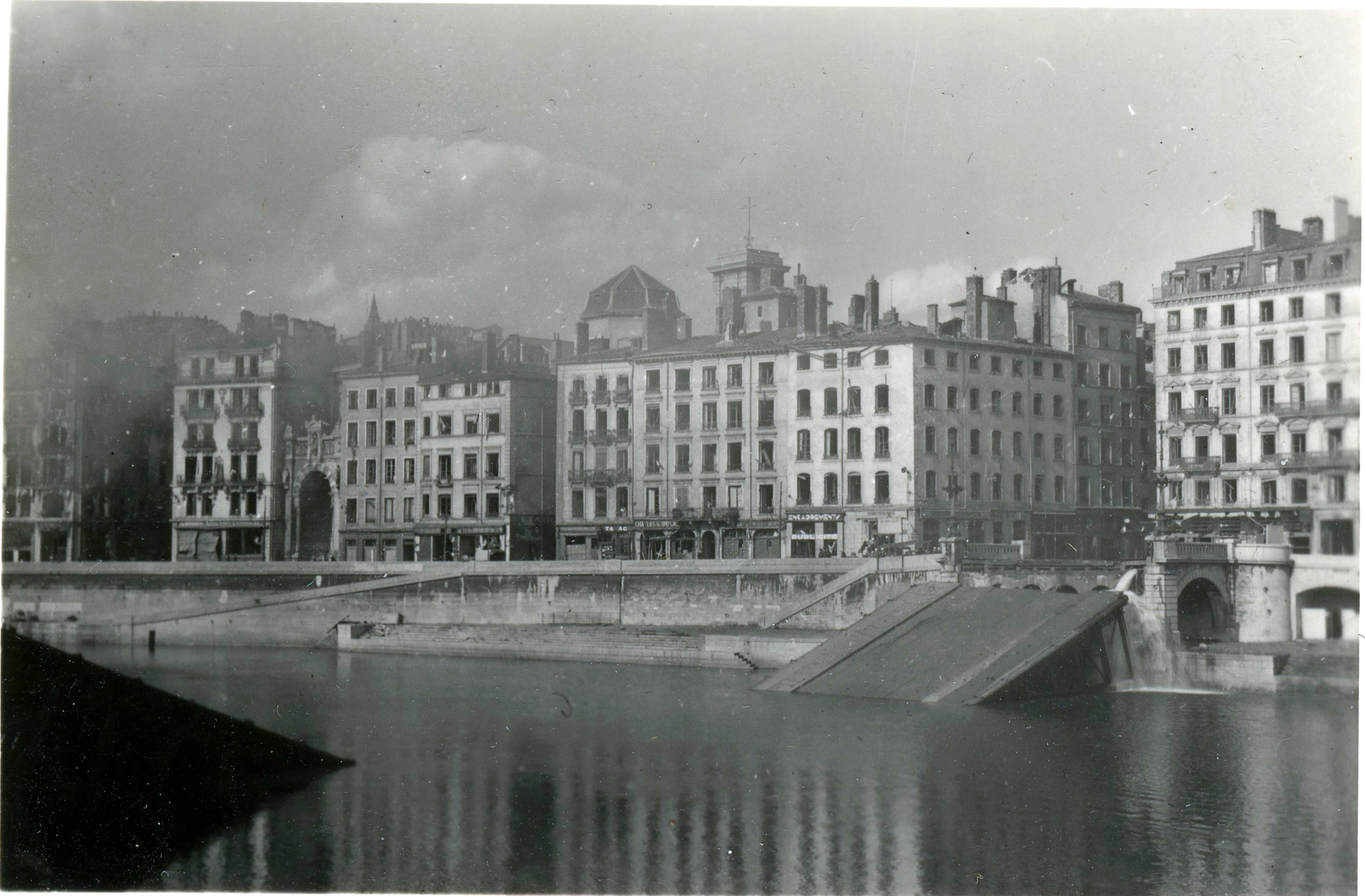
Le pont détruit en 1944.
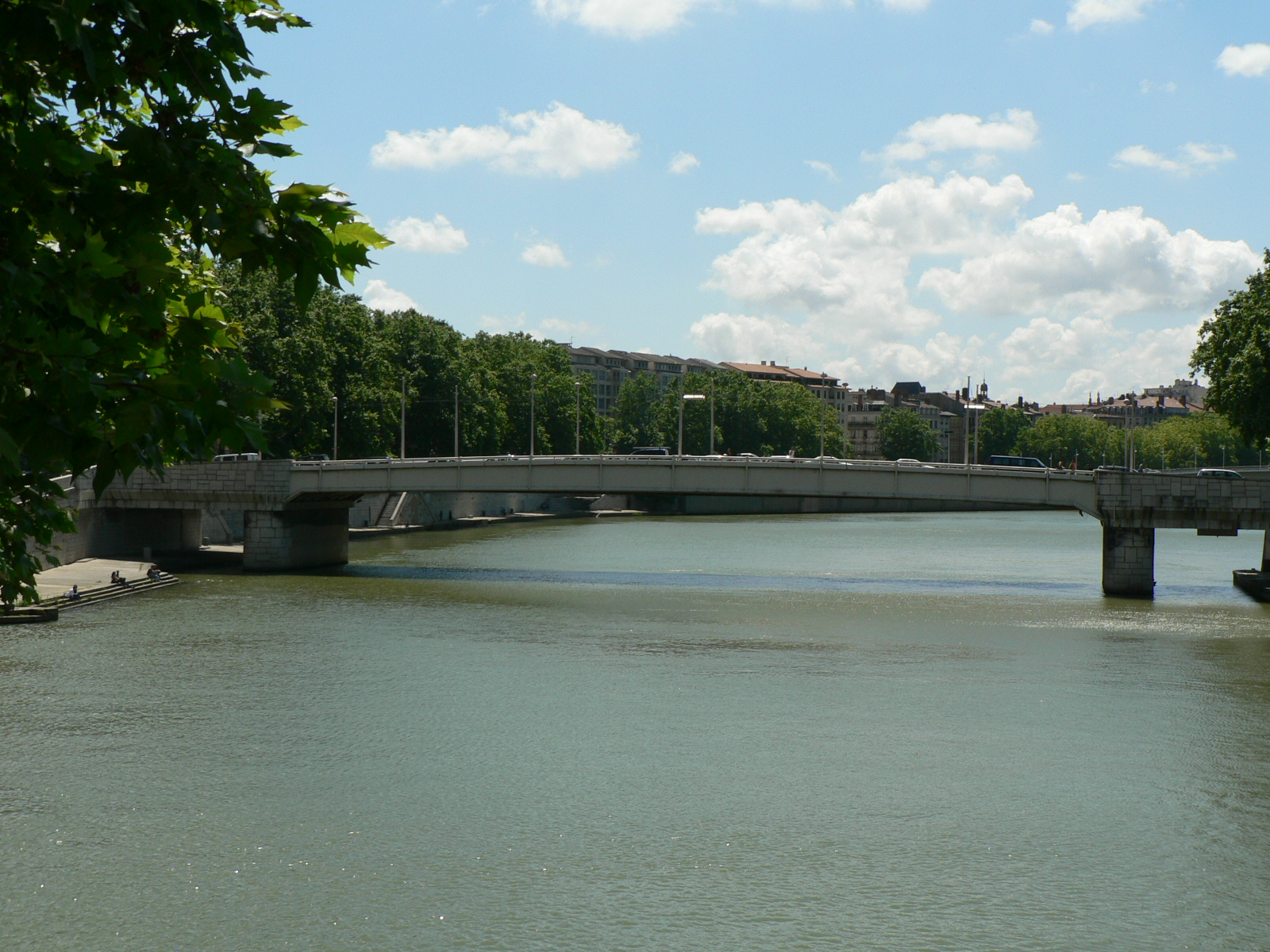
Le pont actuel.
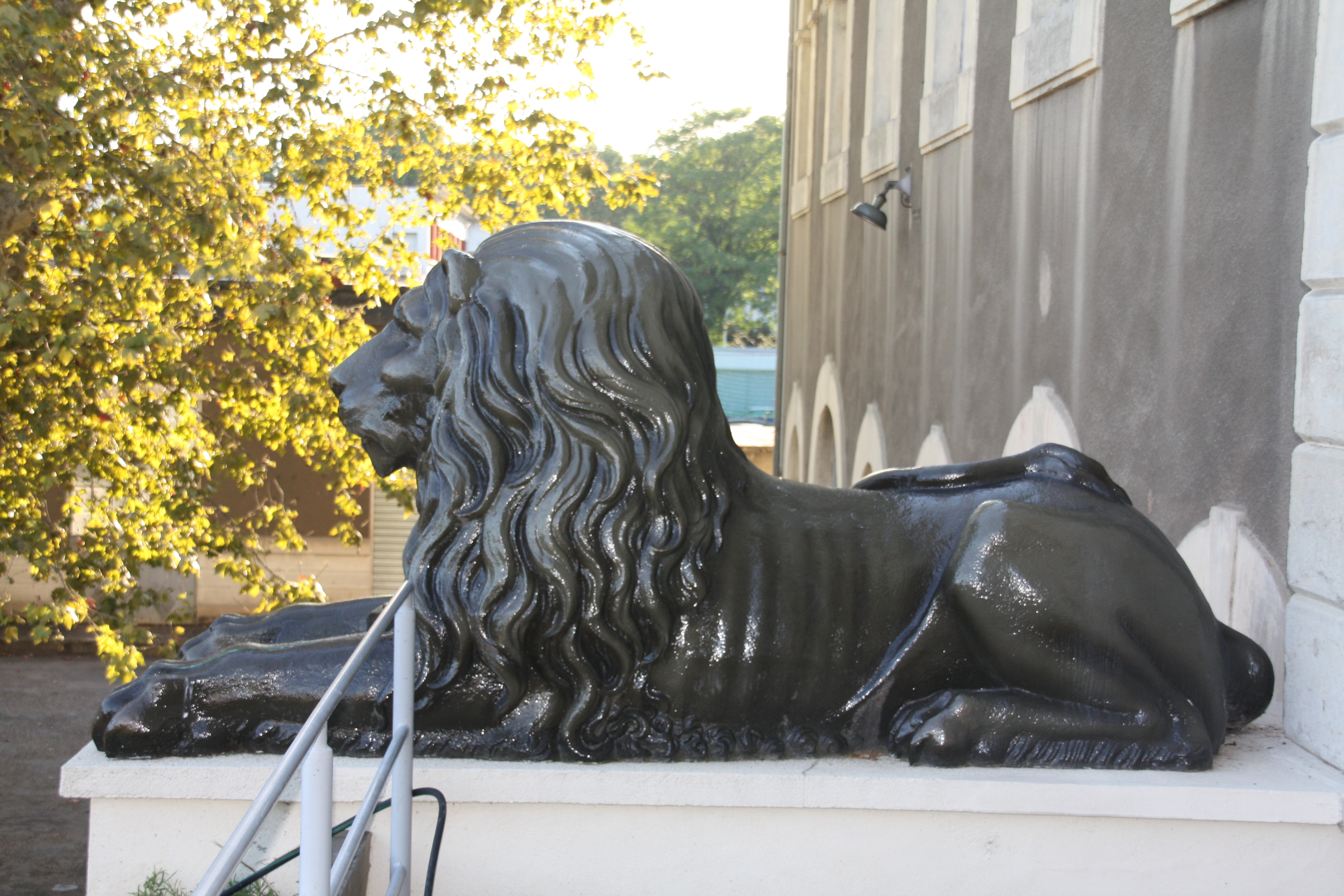
Réplique en résine d'un lion qui gardait les haubans de l'ancien pont la Feuillée. (Usine des eaux de Saint-Clair)
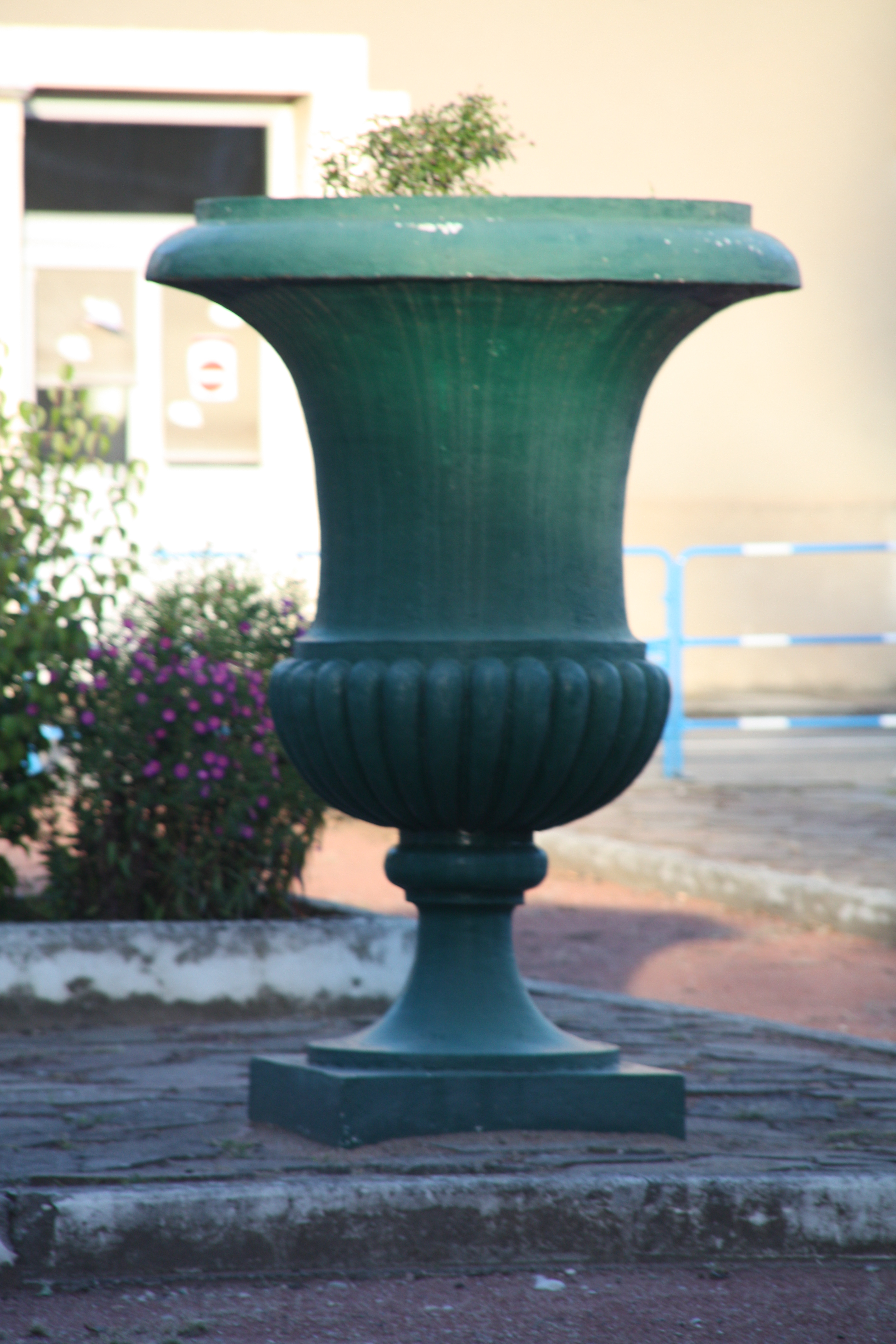
Un des quatre vases qui ornaient les piles du pont à haubans. (Usine des eaux de Saint-Clair)
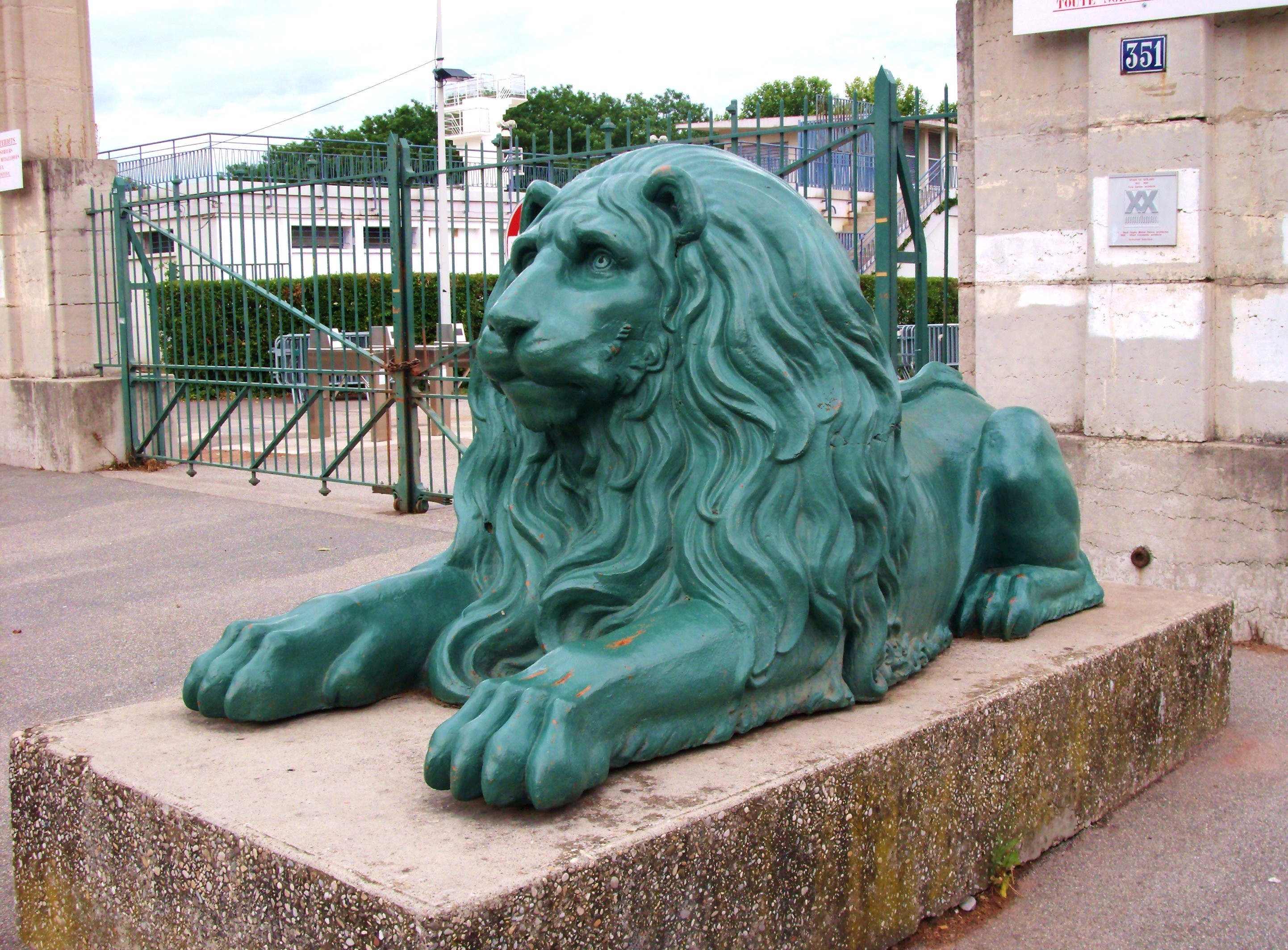
Lion déplacé devant le stade de Gerland
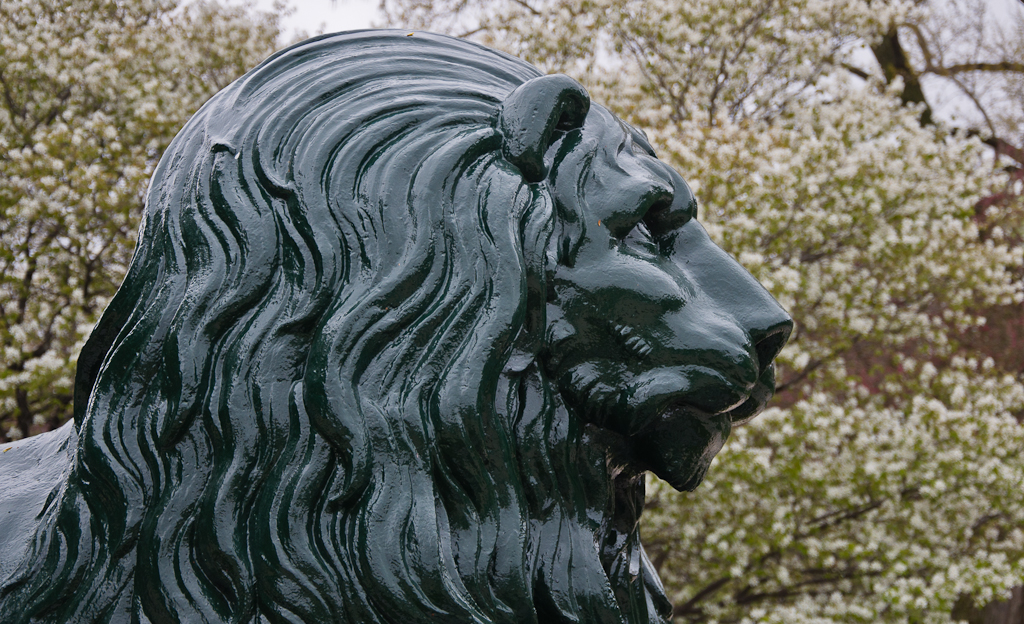
Lion de fonte offert à la ville de Montréal, qui ornait autrefois le pont la Feuillée.

## Sources
- Cet article est partiellement ou en totalité issu de l'article intitulé « Ponts de Lyon » (voir la liste des auteurs).